# Il colore del latte
Il colore del latte (The Colour of Milk) è un romanzo della scrittrice inglese Nell Leyshon. Pubblicato originariamente in inglese dalla Penguin nel maggio 2012, fu tradotto e pubblicato in Italia (Corbaccio, gennaio 2013) e in Francia (Phébus, ottobre 2014).

## Trama
Nella primavera del 1831, Mary inizia a scrivere la sua storia. Racconta della sua famiglia, formata da un padre violento, tre sorelle e una madre costrette come lei a lavorare nei campi e il nonno malato, suo migliore amico e confidente. Mary ha una gamba più corta dell'altra e i capelli chiari come il latte. Racconta della sua vita alla fattoria, del lavoro duro e della sua gamba, che la fa essere più lenta costringendola a subire la violenza del padre, finché un giorno lui non decide di allontanarla da casa perché Mr Graham, il vicario, ha bisogno di qualcuno che accudisca la moglie malata. Mary non è felice di questa scelta nonostante venga accolta con calore nella nuova casa ed il suo carattere deciso la fa infatti scappare pochi giorni dopo essersi trasferita. Quando suo padre la riporta indietro, scusandosi con il religioso, Mary resta a vivere lì. Nella casa vivono, oltre ai due coniugi, Ralph, figlio dei due, che parte dopo poco che Mary va a vivere lì per andare a studiare all'estero, ed Edna, che si occupa della casa. Mary, oltre alle faccende domestiche, dedica la sua giornata ad accudire Miss Graham e tra le due nasce una grande amicizia. 
La ragazza, che inizialmente era fredda e distaccata con la donna che era stata la causa del suo allontanamento dalla famiglia, vi si affeziona e le racconta della sua vita alla fattoria e delle sue sorelle e Miss Graham è felice quando ascolta le sue storie che la fanno ridere e divertire. Durante la sua permanenza nella casa, Mary prende lezioni di scrittura da Mr Graham, che le vuole insegnare a leggere e a scrivere. La ragazza è infatti analfabeta, ma grazie al vicario impara a scrivere, anche se a duro prezzo. Quando la signora Graham muore, non avendo più bisogno di due donne per accudire la casa, Mr Graham licenzia Edna. È quello il momento in cui Mary inizia a scrivere questa storia, promettendo a se stessa di raccontare tutta la verità, per poter poi essere davvero libera.

## Edizioni
- Il colore del latte, traduzione di Rita Giaccari, Corbaccio Editore, 2013, ISBN 978-88-6380-425-6.

- La Couleur du lait, traduzione di Karine Lalechère, Phébus, 2014, ASIN B00OG5P3MK.